# Festival de Verão de Salvador (Margareth Menezes)
Festival de Verão de Salvador é o oitavo álbum da carreira, segundo ao vivo, da cantora e compositora baiana Margareth Menezes. O álbum foi lançado em 2004, e foi gravado durante o Festival de Verão de Salvador de 2004, no Parque de Exposições, em Salvador. Além do álbum, o trabalho gerou um DVD.